# Laggarudden
Laggarudden er en småort i Ludvika kommun i Dalarnas län i Sverige, beliggende på en halvø på den østlige side af søen Väsman, cirka 2,5 kilometer nordvest for Ludvika.

## Historie
På herredskortet fra 1866 nævnes "Laggartorpen", som lå længst inde i Laggarviken. Laggaruddens historie hører sammen med Ivikens gruva. Her blev der opført boliger til minens tjenestemænd og arbejdere. Mineselskabet valgte at bygge mindre og mere behagelige boliger til et mindre antal familier i stedet for barakker som ellers var almindelige. Fra minetiden findes også Ivikens pumpstation, som stadigvæk står ved Väsmans strand. Pumpehuset, som er bygget i gråhvid kalksandsten fra Ludvika tegelbruk, havde til formål at forsyne stenknusningsværket i Iviken med vand. Pumpestationen er blevet revet ned.

## Bebyggelsen
Laggarudden tilhører i dag Ludvika kommuns nyeste boligområde med flere nybyggede villaer. Herfra går nu en separat cykelvej ind til Ludvika. I 2012 blev en ny byindkørsel fra riksväg 66 færdig.
Området er fortsat (2014) under ekspansion, og indbyggerantallet ventes derfor at stige. I år 2005 lå antallet af indbyggere under 50 personer, og Lagaarudden blev derfor ikke regnet som en småort.

## Billeder
- Laggarudden 1866
- Ivikens pumpestation
- Moderne villa ved Laggaruddsvägen